# Chloropentafluoroéthane
Le chloropentafluoroéthane est un composé de la famille des chlorofluorocarbures (CFC), de formule C2ClF5. 
Il a été utilisé comme réfrigérant sous le nom de R-115 ou CFC-115, jusqu'à son interdiction par le Protocole de Montréal.
Sous le numéro E945, c'est un additif alimentaire (utilisé dans la catégorie gaz propulseur).